# St. Johannes der Täufer (Księginice Wielkie)

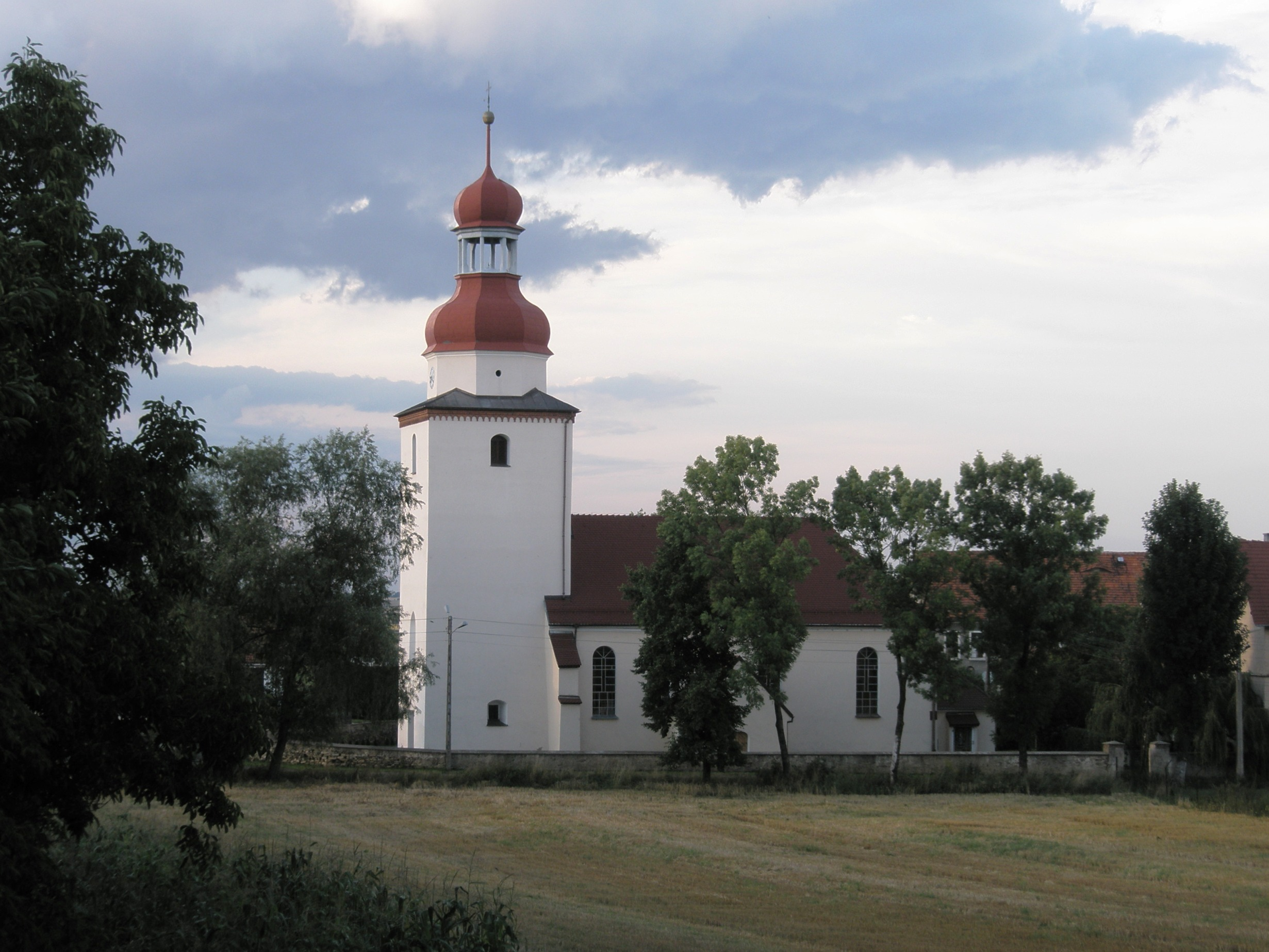
St. Johannes der Täufer in Ksieginice Wielkie

Die römisch-katholische Pfarrkirche St. Johannes der Täufer bzw. St. Johann Baptist (polnisch Kościół św. Jana Chrzciciela w Księginicach Wielkich) in Księginice Wielkie (deutsch Groß Kniegnitz) in der polnischen Woiwodschaft Niederschlesien ist ein geschütztes Kulturdenkmal.

## Geschichte
Die Ursprünge der Kirche und Pfarrei liegen im Dunkeln. So berichtet der damalige Pastor von Groß Kniegnitz in seinen Aufzeichnungen: Von der Gründung und Aufbauung der Kirche ist hier nichts zu finden. Sie hat keinen eigenen Namen, der bekannt, oder irgendwo angeführt wäre... Groß Kniegnitz dem eine slawische Gründung vorausgeht, wurde später nach deutschem Recht besiedelt. Durch die Existenz einer Feldsteinmauergrenze kam dem Ort in der Vergangenheit, möglicherweise als Verwaltungssitz, eine besondere Bedeutung zu. 1295 wurde bei der Gründung der Marienkirche zu Nimptsch (nach der Reformation Peter- und Paul-Kirche) ein domino Ottone plebano de Knegnitz erwähnt. 1335 erscheint das Dorf in den Archipresbyteriatslisten unter der Schreibweise Knegnicz. Die in den Urkunden ab 1204 unter dem Namen Kniegnitz erwähnten Ortschaften könnten sich auf andere Örtlichkeiten, vor allem Klein Kniegnitz und Kniegnitz bei Trebnitz, beziehen. Als eigentliche Ersterwähnung ist eine Urkunde von 1349 anzusehen, die das Dorf eindeutig als Magna Knegcicz bezeichnet. Die Kirche gehörte Anfang des 16. Jahrhunderts den Herzögen von Schlesien. 1534 gewährte Friedrich II. Herzog von Liegnitz, Brieg und Wohlau den Lutheranern dort die Abhaltung des evangelischen Gottesdienstes. Bei seinem Amtsantritt 1679 begann der Pastor Christoph Steinmetz mit der Führung der Kirchenbücher.
Am 8. Juli 1697 wurde die Kirche während eines Gewitters durch einen Blitzeinschlag zerstört. Der Wiederaufbau, der kurz darauf begann, wurde am 13. August 1698 fertig gestellt. 1702 erhielt die Kirche mit Pater Johann Jakob Zeske einen katholischen Geistlichen, 1707 wurde sie restituiert. 1743 erfolgte ein Neubau. 1768 wurde der Turm instand gesetzt. Wie der Tischler Gottlob Wilhelm Gregor in seinen Aufzeichnungen berichtete, ließ er 1797 die Altäre der Groß- und Begräbniskirche sowie die Kanzel und Bänke neu anfertigen. Des Weiteren beauftragte ihn 1819 der damalige Pastor mit der Herstellung eines neuen hölzernen Taufbeckens. Die Kirchengemeinde gehörte im 19. und 20. Jahrhundert zum Kirchenkreis Nimptsch in der Kirchenprovinz Schlesien der evangelischen Landeskirche in Preußen. 1848 hatte Groß Kniegnitz 1023 Einwohner, von denen 950 evangelisch waren. Die Kirche stand unter königlichem Patronat. Das Gotteshaus wurde als massiv, aber nicht gewölbt bezeichnet. Das Dach besaß ein Fachwerk, der Turm war mit Blech bedeckt und trug zwei Glocken. Das Kirchenvermögen bestand aus 2000 Talern. Der Pfarrer wurde durch die Erträge des Widums und der Gärten besoldet. Der einzige Begräbnisplatz bzw. Gottesacker lag im oberen Teil des Dorfes. Die Kirche besaß ein Stiftungskapital von 200 Talern für die Hoffmann´sche Familiengruft. Nach der Vertreibung der deutschen Bevölkerung wurde die Kirche für den katholischen Gottesdienst verwendet. Die örtliche Pfarrei besteht seit 1972. In neuerer Zeit fanden umfassende Sanierungsmaßnahmen statt. Die evangelischen Kirchenbücher sind seit dem Zweiten Weltkrieg verschollen.

## Beschreibung
Die einschiffige Backsteinkirche besitzt an der Westseite einen prismatischen Turm, der von einer zwiebelförmigen Kuppel gekrönt wird. Der Innenraum beherbergt einen Barockaltar und eine Kanzel aus der Zeit des 19. Jahrhunderts. Das hölzerne Taufbecken stammt aus dem Jahr 1819. Auf dem ehemaligen evangelischen Friedhof befinden sich noch vereinzelt deutsche Grabsteine.

## Pastoren
1. 1534–1576 Jeremias Geppel (* Nimptsch)
2. 1576–1607 Peter Niger oder Schwarz (* Namslau)
3. 1608–1619 Peter Nigrinus (* Groß Kniegnitz)
4. 1619–1631 Christoph Nigrinus (* Groß Kniegnitz)
5. 1631–1647 Johannes Gerstmann (* Brieg)
6. 1647–1679 Christoph Steinmetz (* Breslau)
7. 1679–1701 Johann Christoph Steinmetz
8. 1701–1707 Vakanz der evangelischen Parochie
9. 1708–1741 David Buches (* Breslau), Magister
10. 1743–1750 Gottfried Christian Gerhardt (* Brieg)
11. 1750–1771 Balzer Gottlieb Reimann (* Wohlau)
12. 1771–1794 Johann Friedrich Gottlieb Vogel (* Eickendorf)
13. 1794–1814 Ernst Sigismund Hoffmann (* Hennersdorf)
14. 1815–1833 Michael Irmler (* Kreis Grünberg)
15. 1833–1855 Johann Wilhelm Heuser (* Brieg)
16. 1856–1883 Carl Friedrich August Atzler (* Liebenau)
17. 1883–1887 Robert Alexander Heimerdinger (* Berlin)
18. 1887–1905 August Adolf Emil Flotow (* Schnellewalde)
19. 1906–1934 Martin Petran (* Kainowe)
20. 1935–1945 Emanuel Klose (* Lüben)